# Ареа Артиђанале Индустријале (Ровиго)
Ареа Артиђанале Индустријале је насеље у Италији у округу Ровиго, региону Венето.
Према процени из 2011. у насељу је живело 16 становника. Насеље се налази на надморској висини од 6 м.